# Paramount Networks EMEAA
Paramount Networks Europe, Middle East, Africa & Asia (EMEAA) là một bộ phận của Paramount International Networks. Được thành lập với tên gọi MTV Networks Europe (MTVNE) vào năm 1987, trụ sở chính của đơn vị được đặt tại Warszawa và Luân Đôn, với các văn phòng bổ sung tại Amsterdam, Berlin, Johannesburg và Stockholm.
Công ty hoạt động tại 31 quốc gia khác nhau trên khắp Châu Âu, Châu Phi và Trung Đông.

## Các bộ phận

### Paramount Networks Bắc Âu
Paramount Networks Bắc Âu (trước đây là ViacomCBS Networks Northern Europe và Viacom International Media Networks Vương quốc Anh, Bắc và Đông Âu) là một bộ phận khu vực của Paramount Networks EMEAA phục vụ Hà Lan, Bỉ, các nước Bắc Âu (Đan Mạch, Phần Lan, Na Uy, Thụy Điển), Đức, Áo, Thụy Sĩ, Estonia, Latvia, Litva, Hungary, Cộng hòa Macedonia, Romania, Ba Lan, Ukraine và Nga.
Trụ sở chính của bộ phận này được đặt ở London và Warsaw, trong khi các văn phòng khu vực được đặt tại Amsterdam và Stockholm.
Paramount Networks Bắc Âu cũng điều hành nội dung cho cộng đồng MTV toàn cầu (ngoại trừ Hoa Kỳ), cũng như một loạt các kênh mang thương hiệu MTV bao gồm MTV Music, MTV Hits, MTV Base (ở Vương quốc Anh và Châu Âu), MTV OMG (ở Anh) và MTV Brand New (ở Đức, Bỉ và Hà Lan).
Năm 2011, VIMN Vương quốc Anh, Bắc và Đông Âu đã thiết lập lại các hoạt động sản xuất tại địa phương với nội dung âm nhạc được sản xuất tại Luân Đôn, Warszawa và Stockholm; chương trình cho trẻ em và gia đình ở London, Berlin và Warsaw; và nội dung hài ở Amsterdam, Luân Đôn và Warszawa. Amsterdam đóng vai trò là trung tâm kỹ thuật play-out cho phần lớn châu Âu, ngoại trừ các kênh ở Ba Lan và Vương quốc Anh.

### Paramount Networks Nam Âu, Trung Đông và Châu Phi
Paramount Networks Nam Âu, Trung Đông và Châu Phi (trước là ViacomCBS Networks Southern Europe, Middle East, and Africa) là một bộ phận khu vực của Paramount Networks EMEAA. Bộ phận này được điều hành từ London, Warsaw và Amsterdam, trong khi các văn phòng khu vực được đặt tại Paris, Madrid, Lisbon, Johannesburg và Milan. Việc lựa chọn các nhãn hiệu đa phương tiện do bộ phận này cung cấp khác nhau tùy thuộc vào quốc gia hoặc khu vực.

#### Paramount Networks Italia
Vào tháng 2 năm 2011, Viacom thành lập Viacom International Media Networks Italia để mua 30% cổ phần của xưởng phim hoạt hình Rainbow Srl với giá 62 triệu euro (83 triệu đô la Mỹ). Giao dịch mua được Fondazione Ente dello Spettacolo gọi là "giao dịch quan trọng nhất [trong làng giải trí Ý]" của năm. Ban đầu, Viacom tìm cách mua lại toàn bộ studio, nhưng cuối cùng quyết định giữ người sáng lập Iginio Straffi tại vị trí lãnh đạo và để lại cho anh ta 70% cổ phần của studio. Kết quả của việc mua, các mạng Nickelodeon của Viacom đã phát sóng các chương trình của Rainbow trên toàn thế giới. Viacom Italia cũng đã phối hợp sản xuất giữa các studio Mỹ của Nickelodeon và Rainbow, bao gồm Winx Club từ năm 2010 và Club 57 vào năm 2019.

## MTV trong EMEAA
Vào ngày 1 tháng 8 năm 1987, Viacom liên doanh với BT và Robert Maxwell, đồng thời tạo ra kênh MTV đầu tiên ở châu Âu. Kênh này có trụ sở tại Amsterdam khi ra mắt trước khi chuyển đến London. Từ năm 1997, MTV Networks Châu Âu đã thiết lập chiến lược bản địa hóa, tung ra các kênh bản địa hóa trên nhiều quốc gia/khu vực Châu Âu.
Đây là danh sách các kênh MTV khu vực vẫn đang hoạt động ở Châu Âu, Tây Á, Châu Phi, theo thứ tự ra mắt:
- MTV Châu Âu (tháng 8 năm 1987)
- MTV Châu Á (tháng 5 năm 1995)
- MTV Australia &amp; New Zealand (1996; trước đây là MTV Australia)
- MTV Đức (tháng 3 năm 1997)
- MTV UK (tháng 7 năm 1997)
- MTV Ý (tháng 9 năm 1997)
- MTV Nga (tháng 9 năm 1998, khởi chạy lại tháng 10 năm 2013)
- MTV Pháp (tháng 6 năm 2000)
- MTV Ba Lan (tháng 7 năm 2000)
- MTV Hà Lan (tháng 9 năm 2000)
- MTV Tây Ban Nha (tháng 9 năm 2000)
- MTV Romania (tháng 6 năm 2002; đóng cửa tháng 2 năm 2019)
- MTV Bồ Đào Nha (tháng 7 năm 2003)
- MTV Flanders (tháng 2 năm 2004)
- MTV Ireland (tháng 2 năm 2004)
- MTV Châu Phi (tháng 2 năm 2005)
- MTV Đan Mạch (tháng 5 năm 2005)
- MTV Phần Lan, MTV Thụy Điển, MTV Na Uy (tháng 9 năm 2005)
- MTV New Zealand (tháng 8 năm 2006; đóng cửa tháng 11 năm 2010 được thay thế bằng MTV Australia & New Zealand)
- MTV Ukraine (tháng 8 năm 2007; đóng cửa tháng 5 năm 2013)
- MTV Hungary (tháng 10 năm 2007; đóng cửa vào tháng 12 năm 2013; khởi chạy lại vào tháng 10 năm 2017)
- MTV Israel (tháng 10 năm 2007)
- MTV Trung Đông (tháng 10 năm 2007; đóng cửa năm 2015)
- MTV Live HD (tháng 9 năm 2008)
- MTV Thụy Sĩ (tháng 4 năm 2009)
- MTV Nam Phi (2015)

## Thương hiệu MTV
Khi ra mắt ở Châu Âu vào cuối những năm 1980, MTV Châu Âu đã sử dụng bản sắc đang được phát sóng của MTV Hoa Kỳ. Theo thời gian, MTV Châu Âu dần dần tạo ra bản sắc riêng trên sóng trong suốt những năm 1990. Từ năm 1997, quá trình bản địa hóa của MTV trên toàn châu Âu đã mang lại bản sắc chuyên biệt trên sóng truyền hình, phản ánh thị hiếu và ảnh hưởng từ từng khu vực. Là một phần của chiến lược xây dựng thương hiệu toàn cầu, MTV Networks International đã quyết định sản xuất một bộ nhận diện truyền hình mới sẽ phát sóng trên tất cả các kênh MTV trên toàn thế giới (ngoại trừ MTV Hoa Kỳ, MTV Canada và MTV Brazil). Vào ngày 1 tháng 7 năm 2009, tất cả 64 kênh MTV trên toàn cầu bắt đầu sử dụng chung một thương hiệu truyền hình. Thương hiệu này sử dụng biểu trưng (logo),  hình minh họa và quảng cáo được tiêu chuẩn hóa  (ngoại trừ MTV Hoa Kỳ, MTV Canada và MTV Brazil). Sáng kiến xây dựng thương hiệu phát sóng được gọi là Pop X1000 phản ánh bản chất thay đổi của văn hóa đại chúng với MTV là trung tâm của những thay đổi nhanh chóng này. Thương hiệu được thiết kế bởi bộ phận thiết kế của MTV World Design Studio ở Milan (quê hương của cả Fininvest và Mediaset), với các thiết kế bổ sung do các bộ phận toàn cầu khác bổ sung trong suốt năm. Thương hiệu được giám sát bởi Universal Everything. Thương hiệu này đã được thông qua bởi MTV Networks Châu Âu, MTV Networks Châu Á, MTV Networks Châu Phi và MTV Networks Châu Mỹ Latinh. Là một phần của chiến dịch nâng cao nhận thức về thương hiệu của MTV, MTV đã hợp tác với nhà bán lẻ Tây Ban Nha ZARA vào tháng 12 năm 2009 để cung cấp áo phông và áo hoodie theo chủ đề có thương hiệu đại diện cho chiến dịch "Pop X 1000%".  Vào ngày 8 tháng 11 năm 2010, MTV ra mắt giai đoạn thứ ba của các bộ nhận diện (ident).
Năm 2010, MTV Hoa Kỳ đã đổi thương hiệu cho toàn bộ mạng lưới các kênh của mình, sản xuất một phiên bản sửa đổi của logo MTV truyền thống. Đã có quyết định rằng các kênh MTV Networks International sẽ sử dụng logo này vào một ngày sau đó. Vào ngày 1 tháng 7 năm 2011 MTV Networks Europe sẽ đổi thương hiệu mạng của mình trên khắp châu Âu và toàn cầu. MTV sẽ thay thế logo truyền thống của mình (MTV: Music Television) bằng logo MTV hiện tại. Vào ngày 30 tháng 6 năm 2011 các trang web bản địa hóa của MTV trên khắp Châu Âu bắt đầu sử dụng thương hiệu mới. Là một phần của chiến lược mới MTV Networks Châu Âu sẽ là một phần của Viacom Media International Networks. Dự kiến, MTV Networks Châu Âu sẽ được đổi thương hiệu vào mùa đông năm 2011.
Vào mùa thu năm 2013, Viacom International Media Networks thông báo họ sẽ khởi chạy lại các kênh MTV trên toàn cầu với một bản sắc mới trên sóng. Điều này có hiệu lực từ ngày 1 tháng 10 năm 2013.
Vào ngày 25 tháng 6 năm 2015, các kênh MTV Quốc tế đã được đổi thương hiệu với một sáng kiến mới để thu hút nhiều người xem hơn tham gia vào kênh. MTV ra mắt MTVBump.com nơi người xem có thể tải lên các video clip ngắn sẽ được phát sóng trên các kênh MTV trên toàn thế giới (không bao gồm MTV US và MTV Canada). MTV cũng ra mắt MTV Art Breaks, nơi những người xem sáng tạo có thể tạo ra những hình tượng MTV đặc biệt. MTV cũng sẽ ra mắt MTV Creative, một sáng kiến khác trùng với MTV Bump. Tuy nhiên, lần đổi thương hiệu của MTV vẫn bị sụt giảm xếp hạng.
Vào đầu năm 2018, MTV Global bắt đầu tung ra bản sắc 'MTV Mood' trên sóng và trực tuyến. Diện mạo mới lần đầu tiên được sử dụng bởi các kênh MTV địa phương trên khắp châu Mỹ Latinh. MTV Châu Âu bắt đầu sử dụng diện mạo mới này vào cuối năm 2017 cùng với MTV Đức, trước khi tung ra khắp Châu Âu vào tháng 1 / tháng 2 năm 2018.

## Trang web
Kể từ tháng 1 năm 2010, MTV Networks Châu Âu đã bắt đầu đổi thương hiệu các trang web bản địa hóa của mình với một trang web tiêu chuẩn cho từng khu vực. Thiết kế trang web tương tự nhau cho từng vùng nhưng có thông tin, tin tức và giải trí đặc trưng cho từng vùng. MTV Bỉ, MTV Hà Lan, MTV Thụy Sĩ, MTV Bồ Đào Nha, MTV Thụy Điển và MTV Đan Mạch là những người đầu tiên nhận được thiết kế và bố cục trang web giao diện mới.
Một thiết kế và bố cục mới đã được phát hành vào cuối năm 2017 trước khi ra mắt trên MTV toàn cầu vào năm 2018. Một thiết kế toàn cầu mới đã được ra mắt vào tháng 10 năm 2019.

## Thỏa thuận phát sóng
Paramount International Media Networks đã sử dụng luật và quy định phát sóng của cả Vương quốc Anh và Ba Lan để cấp phép và đảm bảo các thỏa thuận phát sóng trên toàn Châu Âu, trong khi vẫn duy trì các quy định của EU. Trước đây, phần lớn các kênh của MTV được quản lý bởi các cơ quan có trụ sở tại Anh (Ofcom) và Ba Lan (Hội đồng Phát thanh Quốc gia). Tuy nhiên, do việc Vương quốc Anh sắp rời khỏi Liên minh châu Âu, công ty đã chuyển nhiều giấy phép phát sóng từ Vương quốc Anh sang các cơ quan quản lý có trụ sở tại Cộng hòa Séc (RRTV) và Hà Lan.
Sau Brexit, tất cả các kênh hoạt động ở Vương quốc Anh sẽ vẫn thuộc OFCOM, trong khi tất cả các kênh khác do Mạng truyền thông quốc tế Paramount điều hành cho phần còn lại của châu Âu sẽ được điều chỉnh từ Ba Lan, Cộng hòa Séc và /hoặc Hà Lan. Các kênh dành cho Ireland, Hungary, Cộng hòa Séc và các kênh toàn châu Âu do RRTV ở Cộng hòa Séc quy định. Các kênh cho khu vực Benelux, khu vực Bắc Âu, Pháp, Ba Lan, Đức, Thụy Sĩ, Áo, Bồ Đào Nha do cơ quan có thẩm quyền ở Hà Lan quản lý và các kênh còn lại sẽ do cơ quan có thẩm quyền ở Cộng hòa Séc, Hà Lan và/hoặc cơ quan địa phương quản lý thỏa thuận với một cơ quan quản lý có liên quan.

## Văn phòng VCNI địa phương
VCNI Châu Âu, Trung Đông và Châu Phi có nhiều văn phòng trên khắp các khu vực này bao gồm London, Stockholm, Copenhagen, Berlin, Amsterdam, Rome, Lisbon, Paris, Madrid, Warsaw, Prague, Johannesburg và Sydney.
Trụ sở chính ở Châu Âu của VCNI đặt tại VIMN Europe London HQ. Tòa nhà tại 17–29 Hawley Crescent, Camden Town, London NW1 8TT, Vương quốc Anh, nổi bật là có một bức tường sinh hoạt bên ngoài. Bức tường trải dài hơn 300m² và có khoảng 18.000 cây trồng ở hai khía cạnh: Nam và Tây. Bức tường cung cấp môi trường vi mô cho nhiều loài bao gồm cả loài ốc được bảo vệ Helix pomatia và các loài chim di cư không thường xuyên.

### Những thay đổi về cấu trúc tại Paramount Europe
- 2009:

Sau khi ra mắt thành công ở khu vực Baltic, MTV đã ngừng hoạt động kinh doanh trong khu vực vào năm 2009 do suy thoái kinh tế trên toàn châu Âu và toàn thế giới.
- 2010:

Vào ngày 4 tháng 11 năm 2010, văn phòng MTV Networks International tại Amsterdam xác nhận rằng từ ngày 1 tháng 1 năm 2011, giờ phát sóng TMF tại Hà Lan sẽ giảm xuống còn 15:00 mỗi ngày. Từ ngày 4 tháng 4 năm 2011 TMF dần được thay thế bằng Kindernet và nơi kênh chỉ có sẵn trực tuyến từ trang web TMF.nl trước đây. Vào ngày 1 tháng 9 năm 2011, TMF ở Hà Lan ngừng phát sóng. TMF Nederland là kênh ban đầu trước khi ra mắt các kênh địa phương ở Bỉ, Vương quốc Anh và Úc. Các kênh địa phương này đã được thay thế bằng các kênh khác nhau. Các kênh kỹ thuật số của TMF tại Hà Lan TMF Live và TMF NL cũng ngừng phát sóng. TMF Flanders ở Bỉ hiện đang phát sóng với tư cách là kênh TMF duy nhất.
- 2011:

Vào ngày 16 tháng 9 năm 2011  Viacom International Media Networks đã xác nhận rằng hoạt động của mình tại các nước Bắc Âu, khu vực Benelux và Đức sẽ hoạt động dưới tên Viacom International Media Networks Bắc Âu. VIMN Bắc Âu hoạt động từ các văn phòng trung tâm ở Amsterdam, Stockholm và Berlin. Điều này dẫn đến mất việc làm tại các văn phòng của MTV Networks Benelux ở Bỉ và Hà Lan. Việc căn chỉnh lại sẽ thấy tất cả các chương trình âm nhạc đến từ hoạt động của bộ phận ở Stockholm. Các văn phòng Thụy Điển của nó điều hành các kênh địa phương như MTV và VH1 trong danh mục các kênh âm nhạc của VIMN Bắc Âu. Tất cả các chương trình dành cho trẻ em và gia đình đều hoạt động từ Berlin, bao gồm các phiên bản bản địa hóa của Nickelodeon, Nick Jr. và Kindernet. Trong khi tất cả các kênh Comedy Central được bản địa hóa sẽ được điều hành từ Amsterdam. Danh mục đầu tư của VIMN Bắc Âu bao gồm các vùng lãnh thổ sau: Hà Lan, Bỉ, Đức, Áo, Thụy Sĩ, Phần Lan, Thụy Điển, Na Uy và Đan Mạch. Các văn phòng của MTV tại Amsterdam sẽ vẫn mở và sẽ hoạt động như một trung tâm kỹ thuật cho các kênh.
- 2012:

Vào tháng 12 năm 2012, cả Viacom International Media Networks và ProfMedia đều tuyên bố đóng cửa MTV Nga. Prof Media, người đã mua bản quyền MTV Nga từ VIMN vào năm 2007, tuyên bố rằng thương hiệu MTV không còn phù hợp trong lãnh thổ và sẽ được thay thế bằng một thương hiệu giải trí tổng hợp dành cho giới trẻ có tên là 'Friday' vào ngày 1 tháng 6 năm 2013. MTV Russia là một trong những kênh được phân phối rộng rãi nhất ở Liên bang Nga và trước đó đã được đánh giá là kênh được xem nhiều nhất trên lãnh thổ này. Hôm nay, kênh này đã bị rớt hạng xuống Top 20 kênh hàng đầu ở Nga. VIMN tuyên bố cam kết với khu vực nêu rõ các kênh và thương hiệu MTV khác của họ như VH1, Nickelodeon và Comedy Central mới được bản địa hóa sẽ tiếp tục phát sóng trên toàn nước Nga trên các nhà cung cấp truyền hình cáp và kỹ thuật số. Một số báo cáo cũng cho biết MTV với tư cách là một thương hiệu đang gặp khủng hoảng ở các vùng lãnh thổ Đông Âu khác với việc giảm xếp hạng cho MTV Ba Lan và các kênh MTV địa phương khác ở Trung Đông Âu. Đây là một xu hướng đang diễn ra của MTV trên toàn cầu. Báo cáo vào mùa thu năm 2012  nói rằng MTV US và các kênh khác của nó đã chứng kiến sự sụt giảm về doanh thu và số lượng khán giả. Có sự cạnh tranh từ các trang web âm nhạc theo yêu cầu, và sự chuyển đổi của MTV từ truyền hình âm nhạc sang truyền hình thực tế dành cho giới trẻ và các chương trình thực tế có kịch bản đã thất bại trong việc kích thích thương hiệu. Vào ngày 31 tháng 5 năm 2013, MTV Ukraine ngừng phát sóng do xếp hạng tỉ lệ người xem giảm.
- 2013

Vào ngày 3 tháng 7 năm 2013, Viacom International Media Networks đã ra mắt phiên bản bản địa hóa của MTV Base ở Nam Phi. MTV Nam Phi là một kênh độc lập với chương trình độc đáo được chọn nhắm mục tiêu đến khán giả tại Nam Phi. Vào ngày 5 tháng 7 năm 2013, VIMN thông báo đã mua 51% cổ phần của MTV Italy, kênh này trước đây là một liên doanh do Telecom Italia Media và VIMN sở hữu phần lớn. Các điều kiện sở hữu đã thay đổi, đồng nghĩa với việc VIMN nắm giữ phần lớn hơn trên kênh. Vào ngày 12 tháng 9 năm 2013 VIMN Europe thông báo họ đã giành được 100% quyền sở hữu MTV Italia và các kênh liên kết từ Telecom Italia.
Sau sự hợp nhất của MTV Networks New Zealand và MTV Networks Australia hoạt động thành một mạng có trụ sở tại Sydney vào năm 2010, MTV (Australia & New Zealand) và thương hiệu chị em Comedy Central (chỉ dành cho New Zealand) được đặt dưới quyền của VIMN - Viacom International Media Networks UK, Ireland, Úc, Trung Đông Âu và Phân phối nội dung quốc tế. Vào ngày 11 tháng 10 năm 2013, hoạt động của VIMN tại Sydney đã thông báo rằng họ sẽ cắt giảm quy mô. Từ cuối năm, tất cả các chương trình phát sóng sẽ được chuyển đến VIMN ở London. Bộ phận quảng cáo của VIMN tại Sydney và Nickelodeon Australia và New Zealand sẽ không bị ảnh hưởng bởi động thái này.
- 2014

Từ tháng 1 năm 2014, MTV Cộng hòa Séc & Slovakia sẽ thuộc quyền sở hữu hoàn toàn của VIMN Châu Âu. Theo quyết định của nhà điều hành hiện tại CME về việc trao lại giấy phép cho VIMN. Kênh này đã được thay thế bởi MTV Châu Âu vào tháng 1 năm 2014, với khả năng kênh sẽ được lên sóng trở lại. Tương tự, MTV Hungary ngừng phát sóng vào ngày 31 tháng 12 năm 2013. Vào đầu năm 2014, kênh truyền hình của Séc (RRTV là đơn vị cấp giấy phép cho các kênh MTV ở Đông Âu) đã cấp cho MTV Hungary một giấy phép mới nhưng giấy phép này đã được trao lại vào ngày 8 tháng 1 năm 2014. Vào ngày 1 tháng 8 năm 2015 tại Ý, MTV Italia (được phát sóng miễn phí trên truyền hình số mặt đất) đã được bán cho Sky Italia. Năm 2013, Viacom nắm toàn quyền kiểm soát kênh này sau khi Telecom Italia Media bán 51% cổ phần của mình. Đồng thời Viacom ra mắt trên nền tảng Sky, kênh mới MTV Next. Viacom tiếp tục phát sóng tại Ý thông qua truyền hình số mặt đất kênh miễn phí MTV Music (Italia) và vẫn hoạt động cùng với Comedy Central, Nickelodeon và Nick Jr. thông qua nền tảng Sky Italia. MTV Classic Italia và MTV Hits Italia đã bị đóng cửa vào ngày 1 tháng 8.
Vào ngày 17 tháng 11 năm 2015, phiên bản tiếng Pháp của MTV Base, MTV Pulse và MTV Idol đóng cửa và phiên bản tiếng Pháp của MTV Hits và BET được tung ra. Phiên bản châu Âu của MTV Hits đã ngừng phát sóng ở Pháp, Bỉ và Thụy Sĩ và MTV Rocks ngừng phát sóng ở Thụy Sĩ và CanalSat. Trên Numericable, VH1 và VH1 Classic trở lại và MTV Dance được ra mắt.
- 2016

Vào ngày 10 tháng 1 năm 2016, VIMN đóng cửa kênh MTV Hy Lạp do sụt giảm quảng cáo và sự cạnh tranh từ MAD TV, kênh này được thay thế bằng MTV Châu Âu. VIMN Châu Âu đã xác nhận đóng cửa kênh này vào ngày 6 tháng 1 năm 2016. Điều này không ảnh hưởng đến dịch vụ Nickelodeon của Hy Lạp.
- 2017–2020:

Vào mùa thu năm 2017, VIMN đã hủy kế hoạch đóng cửa các kênh VIVA ở Hungary, Ba Lan, Ireland và Anh. VIMN Đức, Áo và Thụy Sĩ xác nhận sẽ giảm giờ phát sóng của VIVA (tiếng Đức), thay thế bằng phiên bản mở rộng của Comedy Central Germany. Vào mùa xuân năm 2018, VIMN Đức xác nhận sẽ đóng cửa VIVA ở Đức, Áo và Thụy Sĩ vào tháng 1 năm 2019, thay thế bằng chương trình Comedy Central Germany 24 giờ. Trong khi đó tại Vương quốc Anh, Nickelodeon, Nick Jr Too và Nicktoons sẽ phát sóng 24/7 vào ngày 1 tháng 1 năm 2019 cùng ngày với việc đóng cửa VIVA. MTV Romania ngừng hoạt động vào cuối tháng 2 năm 2019, được thay thế bằng MTV Châu Âu.

## Thương hiệu cốt lõi
VIMN có nhiều thương hiệu chính có mặt trên khắp Châu Âu, Trung Đông và Châu Phi. Một số thương hiệu dành riêng cho các vùng lãnh thổ khác nhau.
Thương hiệu liên Âu:
- MTV
- VH1
- MTV Music (có thương hiệu là MTV Music 24 ở một số vùng lãnh thổ)
- Club MTV
- MTV Hits
- MTV Rocks
- MTV Classic
- MTV Base
- MTV Live
- MTV International
- Comedy Central
- Comedy Central Extra
- Nickelodeon
- Nick Jr.
- Nicktoons
- Paramount Network
- Spike

Cụ thể cho các vùng:
- BET (Pháp, Vương quốc Anh, Ireland, Châu Phi cận Sahara)
- Nicktoons (Bỉ, Ireland, Hà Lan, Ba Lan, Vương quốc Anh, MENA, Châu Phi, Tây Á)
- MTV Brand New (Hà Lan, Đức, Áo, Thụy Sĩ)
- Channel 5 (Anh)
- Network 10 (Úc)
- Nickelodeon4Teen (Pháp, Bỉ, Luxembourg)
- TeenNick (Ý)
- Porto Canal (Bồ Đào Nha, Angola, Mozambique)
- J-One (Pháp, Bỉ, Luxembourg)
- GameOne (Pháp, Bỉ, Luxembourg)
- NickMusic (Benelux, Úc, New Zealand)
- SBS MTV (Hàn Quốc)
- Colors TV (Tiểu lục địa Ấn Độ)
- MTV Beats (Ấn Độ)
- MTV Đông Nam Á